# Меламед, Эльза Эдуардовна
Эльза Эдуардовна Меламед (латыш. Elza Melameda; 1922 год, Мальпильская волость, Рига, Латвия — 1998 год, Рига, Латвия) — ткачиха филиала № 5 фирмы «Ригас текстилс» Латвийского совнархоза, гор. Рига, Латвийская ССР. Герой Социалистического Труда (1965). Депутат Верховного Совета Латвийской ССР 7-го созыва.

## Биография
Родилась в 1922 году в Риге, Латвия. Трудиться начала на текстильной фабрике в городе Мазсалаца. С 1954 года трудилась ткачихой филиала № 5 рижской фирмы «Ригас текстилс».
Достигла высокого профессионализма. Досрочно выполнила личные социалистические обязательства и производственные трудовые задания Семилетки (1959—1965). Указом Президиума Верховного Совета СССР от 1 октября 1965 года удостоена звания Героя Социалистического Труда "«за выдающиеся заслуги, достигнутые в развитии промышленности Латвийской ССР» с вручением ордена Ленина и золотой медали Серп и Молот.
Избиралась депутатом Верховного Совета Латвийской ССР 7-го созыва от Рижского избирательного округа № 31.
Трудилась на предприятии до выхода на пенсию в 1979 году. Проживала в Риге. Персональный пенсионер союзного значения. Умерла в 1998 году. Похоронена на рижском Лесном кладбище.
Награды и звания
- Герой Социалистического Труда
- Орден Ленина
- Орден «Знак Почёта» (05.04.1971)